# -magus
Das Suffix -magus (keltisch -magos) war eine keltische Ortsnamensendung, die mit „Feld, Ebene“ übersetzt werden kann.

## Etymologie
Das keltische magos entwickelte sich aus dem indogermanischen Wort **méǵh₂s mit der Bedeutung „groß“. Die Bedeutung „Feld, Ebene“ bezog sich wohl auf Städte, die (anfangs) keine Ummauerung und somit auf dem offenen „Feld“ standen. Aus dem Wort entwickelte sich das irische Wort má und das walisische maes für „freies Feld, Ebene“.

## Deutschsprachiger Raum
Antike Autoren erwähnten mehrere -magus-Orte auf dem heutigen deutschsprachigen Gebiet.
| latein. Ortsname      | heutiger Name/Lokalisierung       | Bestimmungswort     |
| --------------------- | --------------------------------- | ------------------- |
| Borbetomagus          | Worms                             | Deutung siehe hier  |
| Durnomagus            | Dormagen                          |                     |
| Iuliomagus            | Schleitheim (Kanton Schaffhausen) | Personenname Julius |
| Marcomagus            | Marmagen                          | Personenname Marcus |
| Noviomagus Nemetum    | Speyer                            | gall. novio- 'neu'  |
| Noviomagus Treverorum | Neumagen-Dhron                    | gall. novio- 'neu'  |
| Rigomagus             | Remagen                           | gall. rigo- 'König' |

Heutige -magus-Orte haben nach der regulären lautlichen Entwicklung die Endung -magen. Im Falle von Worms ist die Endung -magus vollständig entfallen.

## Französisches Sprachgebiet
Das -a- in -magus war kurz und die Betonung lag auf der vorhergehenden Silbe, die für gewöhnlich ein -o enthielt. In der weiteren sprachlichen Entwicklung wurde das Suffix meist fast vollständig eliminiert und lediglich das initiale m- blieb bestehen. Dadurch entstand die neue Ortsnamensendung -om, was sich letztlich oft zu -on bzw. -an oder -en entwickelte.
Als gesicherte -magus-Orte gelten beispielsweise (* vor 500 n Chr. nicht belegt):
| antiker Ortsname           | mittelalterliche Belege                                                                           | heutiger Ortsname    |
| -------------------------- | ------------------------------------------------------------------------------------------------- | -------------------- |
| *Cisomagus                 | 6. Jh. in vicis ... Cisomagensi (Gregor von Tours), Cisomo vico (Merowingermünzen), Cison, Chisan | Ciran                |
| Ratomagus                  | 779 Rodomo, 853–854 Rothomago, 1014 Rotome, 1160 Roem                                             | Rouen                |
| *Rotomagus                 | 13. Jh. Pons Rotomag                                                                              | Pont-de-Ruan         |
| *Blatomagus                | 7. Jh. Blatomago und Blatomo, 1177 Blahonium                                                      | Blond                |
| Claudiomagus               | Claudiomacum (Merowingerzeit), 1330 Clion                                                         | Clion                |
| Cassinomagus               | 940–952 vicaria Cassenominsse                                                                     | Chassenon            |
| Eburomagus                 |                                                                                                   | Bram                 |
| Icidmagus                  |                                                                                                   | Usson-en-Forez       |
| *Mantalomagus              | 6. Jh. Mantalomagus, Mantalomaus                                                                  | Manthelan            |
| Noviomagus (Veromanduorum) | 12. Jh. Novionum                                                                                  | Noyon                |
| Noimagus (Novio-)          | 1200 castrum Nyonis                                                                               | Nyons                |
| *Rigomagus                 | 6. Jh. vicus Ricomagensis                                                                         | Riom                 |
| *Turnomagus                | 6. Jh. Turnomagus                                                                                 | Tournon-Saint-Martin |
| Uromagus                   | 516 Auronum, 1137 Orund                                                                           | Oron-la-Ville        |

Zudem gibt es zahlreiche potentielle -magus-Orte, die nur vermutet werden können. Hierzu zählen unter anderem:
- Argentan < 1024 Argentoni, 1070 Argentomum < *Argentomagus
- Bournan < 8. Jh. Bragonnum, 831 Brunonium < *Burnomagus
- Caen < 1021–1025 Cadon, 1032–1035 Cadomo < *Catumagus
- Cahon < 1207 Cahom < *Catumagus
- Condéon < 1075–1078 Condeom < *Condatomagus
- Billom < 7. Jh. villae Billomi < *Billiomagus
- Nogent-le-Rotrou < 1031 Nogiomum < *Noviomagus
- Rians < 981 Riomensis vicaria < *Rigomagus
- Tournan-en-Brie < 12. Jh. Turnomium < *Turnomagus

Zu beachten ist hierbei natürlich, dass nicht jeder französische Ort mit dem Suffix -om auf die keltische Ortsnamensendung zurückzuführen ist.